# Gargaro
Gargaro (in sloveno Grgar; in friulano Gargâr) è un insediamento (naselje) sparso della Slovenia, frazione della città comune di Nova Gorica.
La località è situata alle pendici sud dell'altopiano della Bainsizza, a 8,6 km a nord del capoluogo comunale e a 7,1 km dal confine italiano ed è costituita dagli agglomerati di Bitež, Britof, Fobški Kal, Dol, Fobca, Slatna, Tlakar, Gorenja Vas e Zagorje.
È sede di una delle 19 comunità locali in cui è suddiviso il comune di Nova Gorica.
La chiesa parrocchiale è dedicata a San Pietro (Sv. Peter) e si trova a nord est del centro abitato.

## Storia
Dopo la caduta dell'Impero romano d'Occidente, e la parentesi del Regno ostrogoto, i Longobardi si insediarono nel suo territorio, seguiti poi attorno al VI secolo da popolazioni slave. Alla caduta del Regno longobardo subentrarono quindi i Franchi; nell'887 Arnolfo, Re dei Franchi orientali, istituì la marca di Carniola; nel 957 la Carniola passò sotto l'autorità del Duca di Baviera e poi nel 976 nel Ducato di Carinzia appena costituito dall'imperatore Ottone II.

In seguito il Ducato di Carinzia passò, come ricompensa per i servigi resi all'imperatore Rodolfo I contro Ottocaro II di Boemia, a Mainardo II di Tirolo-Gorizia; il territorio di Gargaro quindi entrò nella Contea di Gorizia e in seguito della Contea di Gorizia e Gradisca e poi nel 1500 alla Casa d’Asburgo.

Con il trattato di Schönbrunn (1809) entrò a far parte delle Province Illiriche.

Col Congresso di Vienna nel 1815 rientrò in mano austriaca divenendo comune autonomo. Ad esso successivamente venne aggregato anche il comune catastale di Rauniza (Ravnica).

Durante la prima guerra mondiale fu teatro della Undicesima battaglia dell'Isonzo.

Dopo la prima guerra mondiale entrò a far parte del Regno d'Italia nella Provincia del Friuli come comune autonomo. Esso comprendeva la frazione di Rauniza/Raunizza di Gargaro (Ravnica) e i centri di Dol, Britovo (Britof), Fobice (Fobca) e Sacorie/Zagòrie (Zagorje).

Nel 1927 il comune passò alla ricostituita Provincia di Gorizia. L'anno successivo il comune si espanse inglobando i disciolti comuni di Battaglia della Bainsizza (Bate) e Santo Spirito della Bainsizza (Banjšice Svetega Duha); passò poi alla Jugoslavia e quindi alla Slovenia.

## Alture principali
Strmec, mt 727; Lanišče, mt 652; Monte Vòdice (Vodice), mt 651; Kora, mt 557; Preški vrh, mt 504; Gradišče, mt 356.

## Corsi d'acqua
Slatna.